# بوسارة
البوسارة (الاسم العلمي: Bosara) هي جنس من الحشرات تتبع الفصيلة الأرفية من رتبة حرشفيات الأجنحة.

## أنواع البوسارة
- بوسارة متوسعة
- بوسارة متسكعة
- بوسارة صاعدة
- بوسارة جانا
- بوسارة شبه قاسية